# Myriam Krüger
Myriam Krüger (* 26. August 1989 in Schramberg) ist eine deutsche Fußballspielerin sowie -trainerin und -funktionärin. Sie war seit dem 12. November 2020 Geschäftsführerin des SSV Ulm 1846 und trat am 29. November 2023 von ihrem Amt zurück. Sie befand sich nach der Geburt ihres Kindes seit Oktober 2023 im Mutterschutz.

## Karriere als Spielerin
Die offensive Mittelfeldspielerin spielte ab der Saison 2006/07 beim SC Freiburg in der 1. Bundesliga. Ihre Karriere begann Krüger 1995 beim TSV Hochmössingen, von dort wechselte sie 1998 zum SC Lindenhof, 2002 dann zum SV Musbach und schließlich 2006 zum SC Freiburg. Nach mehr als 100 Erst- und Zweitligaspielen verließ sie Freiburg im Sommer 2012 und wechselte zum SC Sand in die 2. Bundesliga Süd, kehrte jedoch nach nur einer Spielzeit nach Freiburg zurück.
Krüger kam in den Auswahlen des Südbadischen Fußballverbandes und des Württembergischen Fußballverbands zum Einsatz.
Bis Juni 2018 war Krüger Spielertrainerin der Frauen-Regionalliga-Mannschaft des SC Freiburg. Mit dieser gelang ihr in der Saison 2016/17 der Aufstieg in die 2. Liga.
In der Saison 2020/21 war Krüger Co-Trainerin bei den FC Bayern München U12 Jungs.

## Nach der Karriere
Krüger beendete ihre schulische Laufbahn im Sommer 2008 am Sportinternat Freiburg mit der Fachhochschulreife und schloss 2011 ihre Berufsausbildung zur Sport- und Fitnesskauffrau ab.
Im September 2016 beendete Krüger erfolgreich ihren Bildungsgang zur zertifizierten Sportmanagerin bei der European Sportsmanagement Academy.
Seit Juli 2019 ist Krüger Inhaberin der A-Lizenz Fußball.
Seit 2019 war Krüger im SSV Ulm 1846 Fußball e. V. in den Bereichen Personal und Buchhaltung sowie als Referentin der Vorstände tätig. Nachdem die Lizenzspielerabteilung im Januar 2020 in die SSV Ulm 1846 Fußball GmbH & Co. KGaA ausgegliedert worden war, wurde Krüger am 12. November 2020 anstelle von Thomas Oelmayer für das Ressort Verwaltung in die Geschäftsführung der Komplementär-GmbH berufen.
Ab dem 1. Juli 2022 übernahm Krüger ebenfalls die Leitung des Nachwuchsleistungszentrums des SSV Ulm 1846 Fußball bis zu ihrem Ausscheiden aus der Geschäftsführung.

## Erfolge
- 2003 Süddeutsche Vizemeisterin der B-Juniorinnen mit dem SV Musbach
- 2010/11 Meisterin 2. Bundesliga Süd und Aufstieg in die Bundesliga
- 2016/17 Meisterin Regionalliga Süd und Aufstieg in die 2. Bundesliga Sü
- 2019 Sieger(in) Stadtmeisterschaft mit den „Alten Herren“ des SV Beffendorf
- 2019/20 Bezirkspokalsiegerin